# Područna nogometna liga NSP Vinkovci 1970./71.
Prvenstvo se igralo dvokružno. Zbog povećanja broja klubova u Slavonskoj nogometnoj zoni, odnosno podjele Zone na Podravsku i Posavsku skupinu, prvak podsavezne (pordučne) lige bi se direktno plasirao, drugoplasirani je igrao kvalifikacije za popunu Zone, dok je posljednjeplasirana ekipa ispadala u niži rang (Grupno prvenstvo nogometnog podsaveza Vinkovci).

## Tablica
| Mj. | Klub                        | Sus. | Pobj. | Ner. | Por. | GR.   | Bod. |
| --- | --------------------------- | ---- | ----- | ---- | ---- | ----- | ---- |
| 1.  | NK Sloga Otok               | 26   | 17    | 6    | 3    | 91:39 | 40   |
| 2.  | NK Spačva Vinkovci          | 26   | 18    | 2    | 6    | 83:36 | 38   |
| 3.  | NK Nosteria Nuštar          | 26   | 13    | 8    | 5    | 64:34 | 34   |
| 4.  | NK Sremac Ilača             | 26   | 12    | 5    | 9    | 56:51 | 29   |
| 5.  | NK Lovor Nijemci            | 26   | 12    | 4    | 10   | 53:53 | 28   |
| 6.  | NK Meteor Slakovci          | 26   | 11    | 5    | 10   | 56:61 | 27   |
| 7.  | NK Zrinski Bošnjaci         | 26   | 9     | 8    | 9    | 55:62 | 26   |
| 8.  | NK Tomislav Cerna           | 26   | 8     | 9    | 9    | 52:41 | 25   |
| 9.  | NK Hajduk Mirko Mirkovci    | 26   | 11    | 3    | 12   | 51:48 | 25   |
| 10. | NK Krajišnik Vrbanja        | 26   | 9     | 6    | 11   | 56:59 | 24   |
| 11. | NK Jadran Gunja             | 26   | 8     | 7    | 11   | 66:80 | 23   |
| 12. | NK Šokadija Stari Mikanovci | 26   | 9     | 4    | 13   | 40:62 | 22   |
| 13. | NK Slavonija Soljani        | 26   | 5     | 6    | 15   | 37:62 | 16   |
| 14. | NK Mladost Cerić            | 26   | 3     | 1    | 22   | 31:99 | 7    |

## Kvalifikacije za Slavonsku nogometnu zonu
Zbog proširenja Slavonske nogometne zone, u kvalifikacijama nisu sudjelovali prvaci podsaveznih (područnih) liga, jer su se direktno kvalificirali u viši rang. Za preostalo mjesto u Slavonskoj nogometnoj zoni Posavskoj skupini, borili su se drugoplasirani klubovi četiri podsavezne (područne) lige: NK Spačva Vinkovci, NK Slavonac Nova Kapela, NK Mladost Kula i NK Amater Slavonski Brod.
Promociju u Slavonsku nogometnu zonu je izborila NK Spačva Vinkovci.